# Judgment Day 2006
Judgment Day (2006) was een professioneel worstel-pay-per-view (PPV) evenement geproduceerd door de World Wrestling Entertainment (WWE). Dit evenement was de 8ste editie van Judgment Day en vond plaats in de US Airways Center in Phoenix (Arizona) op 21 mei 2006.

## Matchen
| Nr.                                                                          | Match | Winnaar(s)                         |
| ---------------------------------------------------------------------------- | --- | ---------------------------------- |
| -                                                                            | Simon Dean vs. Matt Hardy in een een-op-een match                                                               | Matt Hardy                         |
| 1                                                                            | MNM (c) (met Melina) vs. Paul London en Brian Kendrick in een tag team match voor het WWE Tag Team Championship | Paul London en Brian Kendrick (nc) |
| 2                                                                            | Chris Benoit vs. Finlay in een een-op-een match                                                                 | Chris Benoit                       |
| 3                                                                            | Melina vs. Jillian Hall in een een-op-een match                                                                 | Jillian Hall                       |
| 4                                                                            | Gregory Helms (c) vs. Super Crazy in een een-op-een match voor het WWE Cruiserweight Championship               | Gregory Helms (c)                  |
| 5                                                                            | Kurt Angle vs. Mark Henry in een een-op-een match                                                               | Mark Henry                         |
| 6                                                                            | Booker T (met Sharmell) vs. Bobby Lashley in een King of the Ring finale                                        | Booker T                           |
| 7                                                                            | The Great Khali (met Daivari) vs. The Undertaker in een een-op-een match                                        | The Great Khali                    |
| 8                                                                            | Rey Mysterio (c) vs. John "Bradshaw" Layfield in een een-op-een match voor het World Heavyweight Championship.  | Rey Mysterio                       |
| (c) huidige kampioen voor en na de match \| (nc) nieuwe kampioen na de match | |                                    |